# Winnica (województwo dolnośląskie)
Winnica (niem. Weinberg) – wieś w Polsce położona w województwie dolnośląskim, w powiecie legnickim, w gminie Krotoszyce. W latach 1975–1998 miejscowość administracyjnie należała do województwa legnickiego.

## Geografia
Wieś położona jest w odległości 6,5 km na południowy zachód od granic administracyjnych Legnicy oraz 4,5 km na południowy wschód od Krotoszyc, nad rzeką Nysa Szalona.

## Historia
Grunty, na których powstała Winnica, podobnie jak pobliska wieś Słup, w 1177 r. zostały przekazane przez Bolesława Wysokiego (za przyzwoleniem Mieszka III Starego) zakonowi cystersów z Lubiąża. W 1202 r. książę Henryk I Brodaty ufundował tu cystersom oddzielny folwark - grangię, zaś w 1217 r. przy folwarku powstała osada wiejska, która w 1316 r. została odkupiona od Bolesława III Rozrzutnego przez opata lubiąskiego Rudolfa. Podczas wojen husyckich w XV w., Winnica, podobnie jak Słup, została spalona. Odbudowana, swój ponowny rozkwit przeżywała w XVII i XVIII w. gdy dzięki staraniom opatów Nitschego i Brzucha powstały nowe zabudowania dworskie, a miejscowość podniesiono do rangi prepozytury klasztoru. Po sekularyzacji majątków klasztornych na terytorium ówczesnego Królestwa Pruskiego w 1810 r., do 1812 r. folwark prowadził proboszcz. W 1812 odkupił go kancelista z Lubiąża Carl Josef Otto. W połowie XIX w. wieś stała się własnością Marii Luizy Pauliny Hohenzollern-Hechigen. Posiadała wówczas pałac z parkiem, część gospodarczą, kuźnię, dwa młyny wodne, cegielnię, browar i gorzelnię.
W trakcie II wojny światowej zabudowania pocysterskie uległy znacznym zniszczeniom. Do dziś zachowały się zabudowania mieszkalne i gospodarcze, m.in. dom zakonników z XVIII w. (w ruinie), budynki gospodarcze, mieszkalne, kuźnia oraz ruiny ogrodowego belwederu.

## Zabytki
Do wojewódzkiego rejestru zabytków wpisane są:
- dom administracji cysterskiej, z XVII/XVIII w.
- kuźnia (w zespole pocysterskim), z XVIII w.

## Komunikacja
Do Winnicy można dojechać autobusami PKS oraz mikrobusami prywatnymi z Legnicy.

## Turystyka
- Pozostałości po grangii cysterskiej

### Szlaki turystyczne
Przez Winnicę przebiega oznakowany, zielony szlak turystyczny PTTK:
- Szlak Nad Nysą Szaloną z Czerwonego Kościoła (8,5 km na północ) do Męcinki (8 km na południe od Winnicy) i dalej do Polany pod Górzcem, łączna długość - 19 km);

Ponadto, Winnica stanowi punkt początkowy zielonego szlaku rowerowego:
- Szlak Klasztorny z Winnicy do Lubiąża (8 km na południe od Winnicy)[7];

## Literatura
- Tadeusz Gumiński, Legnica i okolice. Przewodnik, Legnica-Wrocław 2001, ISBN 83-87299-61-8
- PTTK Legnica, Powiat legnicki, Kraków 2005, ISBN 83-89955-03-2